# Лазури (Горж)
Лазури (рум. Lazuri) насеље је у Румунији у округу Горж у општини Скоарца. Oпштина се налази на надморској висини од 272 m.

## Становништво
Према подацима из 2002. године у насељу је живело 329 становника, од којих су сви румунске националности.